# Mitchellville (Iowa)
Mitchellville és una població dels Estats Units a l'estat d'Iowa. Segons el cens del 2000 tenia 1.715 habitants.

## Demografia
Segons el cens del 2000, Mitchellville tenia 1.715 habitants, 650 habitatges, i 455 famílies. La densitat de població era de 287,9 habitants/km².
Dels 650 habitatges en un 39,4% hi vivien nens de menys de 18 anys, en un 55,7% hi vivien parelles casades, en un 10,8% dones solteres, i en un 30% no eren unitats familiars. En el 25,5% dels habitatges hi vivien persones soles el 10,8% de les quals corresponia a persones de 65 anys o més que vivien soles. El nombre mitjà de persones vivint en cada habitatge era de 2,55 i el nombre mitjà de persones que vivien en cada família era de 3,09.
Per edats la població es repartia de la següent manera: un 28,9% tenia menys de 18 anys, un 7,9% entre 18 i 24, un 29,5% entre 25 i 44, un 20% de 45 a 60 i un 13,6% 65 anys o més.
L'edat mediana era de 35 anys. Per cada 100 dones de 18 o més anys hi havia 87 homes.
La renda mediana per habitatge era de 45.250 $ i la renda mediana per família de 52.113 $. Els homes tenien una renda mediana de 34.327 $ mentre que les dones 26.202 $. La renda per capita de la població era de 18.572 $. Entorn del 4,3% de les famílies i el 4,6% de la població estaven per davall del llindar de pobresa.

## Poblacions més properes
El següent diagrama mostra les poblacions més properes.